# نيلز هولست سورينسن
نيلز هولست-سورينسن (19 ديسمبر 1922 - 24 أكتوبر 2023) رياضي دنماركي وضابط في القوات الجوية، شغل منصب القائد الأعلى للقوات الجوية الملكية الدنماركية من عام 1970 إلى عام 1982، وكممثل عسكري للدنمارك لدى الناتو من عام 1982 إلى عام 1986. حصل على الميداليات الذهبية والفضية في بطولة أوروبا لألعاب القوى عام 1946 وعمل كعضو في اللجنة الأولمبية الدولية من عام 1977 إلى عام 2002.